# Савез хокеја на леду Белгије
Краљевски савез хокеја на леду Белгије (фр. Fédération Royale Belge de Hockey sur Glace (FRBHG); хол. Koninklijke Belgische IJshockey Federatie (KBIJF)) кровна је спортска организација задужена за професионални и аматерски хокеј на леду на подручју Краљевине Белгије. 
Савез је пуноправни члан и један од оснивача Међународне хокејашке федерације (ИИХФ) од 8. децембра 1908. године. 
Седиште Савеза налази се у граду Антверпену (општина Бершем).

## Историјат
Под патронатом белгијског краља Леополда II у Бриселу је 26. децембра 1895. отворен зимски центар Pole Nord у оквиру ког се налазило велико и у то доба луксузно опремљено клизалиште. Захваљујући популарности хокеја на леду у околним земљама, овај спорт се шири и на Белгију, и већ 17. децембра 1903. у Бриселу је основан први клуб хокеја на леду под именом Савеза белгијских клизача (фр. La Fédération des Patineurs de Belgique (FPD)). Први председник удружења постаје Виктор Боан. 
У Бриселу је 4. марта 1905. одиграна прва међународна утакмица између селекција Белгије и Француске коју су домаћи помало изненађујуђе добили са лаганих 3:0. Сва три гола постигао је белгијски капитен Ернест Ренар. Свега пар дана касније у Бриселу је основан још један клизачко-хокејашки клуб ЦПД (фр. Cercle des Patineurs de Bruxelles), који је тако постао трећи хокејашки клуб у главном граду. Сви клубови су били део националне УБССА федерације (фр. l'Union Belge de Sociétés des Sports Athlétiques).
Представници белгијског хокеја на леду учествовали су 15. и 16. маја 1908. на састанку у Лозани (заједно са представницима Швајцарске, Француске, УК и Бохемије) на ком је основана Међународна хокејашка федерација (ИИХФ). УБССА постаје пуноправним чланом ИИХФ 8. децембра 1908. године. 
Године 1911. у Бриселу је отворена ледена дворана димензија 56х15 метара у оквиру комплекса Сен Совер која постаје главним центром спортова на леду у главном граду. 
Због неких несугласица са ИИХФ, УБССА је 1911. суспендована из чланства, а на њено место као представник белгијског хокеја на леду долази Савез бриселских клубова. На захтев руководства ИИХФ почетком 1912. основана је независна федерација задужена за белгијски хокеј на леду Савез хокеја на леду Белгије за чијег првог председника је именован хокејаш и правник Анри ван ден Булк (1889—1947). Свега пар недеља касније ван ден Булк постаје чланом председништва ИИХФ-а. 
Белгијски хокеј доживљава своје златне дане почетком прошлог века, а белгијска репрезентација и клубови у то време играли су важне улоге у европским такмичењима. Селекција Белгије потпуно неочекивано осваја златну медаљу на првенству Европе 1913. у Минхену. Занимљиво је да је тадашњи председник белгијског савеза А. ван ден Булк био део националног тима (као играч), а уједно је и био међународни судија и члан председништва ИИХФ. Велики успех репрезентације додатно је популаризовао хокеј на леду у земљи што је довело до отварања две нове ледене дворане, у Лијежу и Антвепрену.
Током Првог светског рата добар део хокејашке инфраструктуре у земљи је уништен, а последња ледена дворана у Бриселу је затворена 1923. године. Једина преостала ледена дворана која се налазила у Лијежу је уништена у пожару у лето 1928. године (због тога је национално првенство следеће године одржано на залеђеном језеру у Бриселу). 
До обнављања инфраструктуре долази током тридесетих година отварањем три нове ледене површине у Бриселу (између 1933. и 1935), и изградњом велике дворане у Антверпену 1938. године. У Антверпену је 29. јануара 1939. одиграна утакмица између локалне екипе Брабо и канадског тима Trail Smoke Eaters (екипа која је чинила репрезентацију Канаде на СП исте године у Швајцарској) коју је посматрала чак 21.000 гледалаца што је представљао рекорд у посети наредних 50 година. Наредне године у Лијежу је отворена нова ледена дворана у којој су своје утакмице играла три нова клуба.

### Женски хокеј
Белгијски женски хокеј се све до деведесетих година прошлог века сводио на активности екипе ЦСХБ из Брисела (основане 1935). Екипа је функционисала на аматерском нивоу и углавном је учествовала на такмичења у суседној Холандији. 
Иако је у последње време основано неколико женских клубова (углавном у Лијежу) и даље не постоји женска национална лига. Женска репрезентација се такмичи на међународној сцени од 2000. године. 

## Такмичења
Савез је задужен за организацију бројних како професионалних, тако и аматерских такмичења, а задужен је и за рад репрезентативних селекција у обе конкуренције, те за инлајн хокеј. 
Најважније клупско такмичење је национална лига која се игра још од 1912. године. Савез организује и лигашка такмичења за млађе узрасне категорије. 

## Савез у бројкама
Према подацима ИИХФ за 2013. на подручју под ингеренцијом КСХЛБ регистрована су укупно 1.032 играча (255 сениора, 45 сениорки и 732 играча јуниорских категорија). Судијску лиценцу матичног савеза поседовао је 41 арбитар. Хокејашку инфраструктуру чини 18 затворених и један отворени терен, а највећа дворана налази се у Лијежу. 